# Keiichi Hara
Keiichi Hara (原 恵一, Hara Keiichi), né le 24 juillet 1959 à Tatebayashi, ville de la préfecture de Gunma au Japon, est un réalisateur japonais de films d'animation.

## Biographie
Après des études en animation, Keiichi Hara commence sa carrière dans l'animation au sein du studio Shin’ei Animation en tant que producteur régisseur sur l'anime Kaibutsu-kun. Puis il passe à la mise en scène sur l'anime Doraemon qui lui permettra de renforcer ses compétences dans le métier.
Keiichi Hara se définit comme un amoureux de l’œuvre de Keisuke Kinoshita, il réalise en 2013 Hajimari no michi (はじまりのみち), un film en hommage au réalisateur et qui relate sa relation avec sa mère Tama après sa démission de la Shōchiku à la fin de la Seconde Guerre mondiale, avec Ryō Kase dans le rôle de Keisuke Kinoshita.

## Filmographie

### Télévision
- 1983 - 1986 : Doraemon (ドラえもん) (série, réalisation et storyboard)
- 1987 - 1989 : Malicieuse Kiki (エスパー魔実) (série, réalisation, storyboard, screenplay)
- 1989 : Chimpui (チンプイ) (réalisation)
- 1989 : 21-emon (21エモン) (storyboard)
- 1992 - 2004 : Crayon Shin-chan (クレヨンしんちゃん) (série, réalisation, storyboard, screenplay)

### Cinéma
- 1984 : Doraemon: Nobita no makai daibōken (Nobita's Great Adventure into the Underworld) (film de la licence Doraemon)
- 1985 : Doraemon: Nobita no uchū shō-sensō (Doraemon: Nobita's Little Star Wars)
- 1986 : Doraemon: Nobita to tetsujin heidan (Doraemon: Nobita and the Steel Troops)
- 1987 : Doraemon: Nobita to ryū no kishi (Doraemon: Nobita and the Knights of Dinosaurs)
- 1994 - 2005 : treize films issus de la série Crayon Shin-chan
- 2002 : Crayon Shin-chan: arashi o yobu appare! Sengoku dai kassen (クレヨンしんちゃん 嵐を呼ぶ アッパレ!戦国大合戦, Kureyon Shinchan: Arashi o Yobu: Appare! Sengoku Daikassen?)
- 2007 : Un été avec Coo (河童のクゥと夏休み, Kappa no Kū to natsuyasumi?)
- 2010 : Colorful (カラフル, Karafuru?)
- 2013 : Hajimari no michi (はじまりのみち?)
- 2015 : Miss Hokusai (百日紅 〜Miss Hokusai〜, Sarusuberi Miss Hokusai?)
- 2019 : Wonderland : Le Royaume sans pluie (バースデー・ワンダーランド, Bāsudē Wandārando?)
- 2022 : Le Château solitaire dans le miroir (かがみの孤城, Kagami no kojō?)

## Récompenses
- Prix Anime d’or du Tokyo Anime Award Festival 2015[4], décerné aux professionnels de l'animation qui démontrent « une aptitude à apporter de l'innovation au domaine de l'animation »[5].